# Beautiful People (chanson d'Ed Sheeran)
Pour les articles homonymes, voir Beautiful People.
Singles de Ed Sheeran
Cross Me (en)
(2019) Blow (en)
(2019)
Singles par Khalid
Talk
(2019) Caught Up
(2019)
Clip vidéo
[vidéo] « Beautiful People », sur YouTube
Beautiful People est une chanson de l'auteur-compositeur-interprète britannique Ed Sheeran interprétée avec le chanteur américain Khalid. La chanson est sortie le 28 juin 2019 sur le label Atlantic, en tant que troisième single de son quatrième album No.6 Collaborations Project.

## Crédits
Crédits adaptés de Tidal :
- Ed Sheeran : voix, paroles, production
- Khalid : voix, paroles
- Max Martin : paroles, production
- Shellback : paroles, production, guitare, programmer
- Fred Gibson : chœurs, paroles, production, programmation, basse, batterie, guitare, claviers, ingénierie
- Alex Gibson : production additionnelle
- Serban Ghenea : mixage
- Denis Kosiak : ingénierie
- Joe Rubel : ingénierie
- John Hanes : ingénierie
- Michael Ilbert : ingénierie
- Stuart Hawkes : masterisation

## Classements et certifications
| Classement (2019-20)                    | Meilleure position |
| --------------------------------------- | ------------------ |
| Allemagne (Media Control AG)            | 5                  |
| Australie (ARIA)                        | 4                  |
| Autriche (Ö3 Austria Top 40)            | 7                  |
| Belgique (Flandre Ultratop 50 Singles)  | 5                  |
| Belgique (Wallonie Ultratop 50 Singles) | 4                  |
| Canada (Hot 100)                        | 6                  |
| Chine Airplay/FL (Billboard)            | 1                  |
| Danemark (Tracklisten)                  | 3                  |
| Écosse (OCC)                            | 5                  |
| Espagne (PROMUSICAE)                    | 53                 |
| Estonie (Eesti Ekspress)                | 3                  |
| États-Unis (Hot 100)                    | 13                 |
| États-Unis (Adult Contemporary)         | 17                 |
| États-Unis (Adult Pop Songs)            | 7                  |
| États-Unis (Pop Airplay)                | 5                  |
| États-Unis (Rolling Stone Top 100)      | 34                 |
| Finlande (Suomen virallinen lista)      | 2                  |
| France (SNEP)                           | 34                 |
| France (SNEP Ventes)                    | 17                 |
| Grèce (IFPI)                            | 2                  |
| Hongrie (Rádiós Top 40)                 | 3                  |
| Hongrie (Single Top 40)                 | 10                 |
| Hongrie (Stream Top 40)                 | 4                  |
| Irlande (IRMA)                          | 2                  |
| Islande (Tonlist)                       | 20                 |
| Italie (FIMI)                           | 30                 |
| Japon (Hot 100)                         | 45                 |
| Lettonie (LAIPA)                        | 2                  |
| Liban (Lebanese Top 20)                 | 3                  |
| Lituanie (AGATA)                        | 2                  |
| Malaisie (RIM)                          | 4                  |
| Norvège (VG-lista)                      | 4                  |
| Nouvelle-Zélande (Recorded Music NZ)    | 2                  |
| Paraguay (SGP)                          | 50                 |
| Pays-Bas (Nederlandse Top 40)           | 3                  |
| Pays-Bas (Single Top 100)               | 6                  |
| Pologne (ZPAV)                          | 7                  |
| Portugal (AFP)                          | 8                  |
| Tchéquie (IFPI Rádio)                   | 2                  |
| Tchéquie (IFPI Singles Digitál)         | 3                  |
| Roumanie (Airplay 100)                  | 43                 |
| Royaume-Uni (UK Singles Chart)          | 1                  |
| Singapour (RIAS)                        | 2                  |
| Slovaquie (IFPI Rádio)                  | 3                  |
| Slovénie (SloTop50)                     | 5                  |
| Suède (Sverigetopplistan)               | 3                  |
| Suisse (Schweizer Hitparade)            | 7                  |

| Classement (2019)              | Position |
| ------------------------------ | -------- |
| Allemagne (ODC)                | 25       |
| Australie (ARIA)               | 14       |
| Autriche (Ö3 Austria Top 40)   | 19       |
| Belgique (Ultratop Flandre)    | 34       |
| Belgique (Ultratop Wallonie)   | 40       |
| Canada (Hot 100)               | 29       |
| Danemark (Tracklisten)         | 14       |
| États-Unis (Hot 100)           | 50       |
| États-Unis (Adult Top 40)      | 26       |
| États-Unis (Mainstream Top 40) | 26       |
| Irlande (IRMA)                 | 21       |
| Italie (FIMI)                  | 81       |
| Lettonie (LAIPA)               | 16       |
| Nouvelle-Zélande (RMNZ)        | 19       |
| Paraguay (SGP)                 | 50       |
| Pays-Bas (Nederlandse Top 40)  | 10       |
| Pays-Bas (Single Top 100)      | 23       |
| Pologne (ZPAV)                 | 78       |
| Slovénie (SloTop50)            | 47       |
| Suède (Sverigetopplistan)      | 23       |
| Suisse (Schweizer Hitparade)   | 23       |
| Royaume-Uni (UK Singles Chart) | 21       |